# Drei-Kaiser-Eiche
Drei-Kaiser-Eichen sind Kaisereichen, die an das Dreikaiserjahr (1888) erinnern sollen. Drei-Kaiser-Eichen finden sich unter anderem in:
| Bild            | Ort                | Ortsteil                 | Lage                                                                                    | Beschreibung |
| --------------- | ------------------ | ------------------------ | --------------------------------------------------------------------------------------- | --- |
|                 | Gemünden (Wohra)   | Gemünden                 | außerhalb des Ortes                                                                     | 1888 wurden drei Eichen gepflanzt. |
| Bild gesucht BW | Girod              | Girod                    | Girod, nahe der Dollmühle am Eisenbach 50° 26′ 44,4″ N, 7° 55′ 13,2″ O                  | 1888 wurden drei Eichen gepflanzt. 2003 wurde eine Gedenktafel aufgestellt. |
| Weitere Bilder  | Marburg            | Marburg                  | Schlosspark des Marburger Schlosses 50° 48′ 33,9″ N, 8° 45′ 39,2″ O                     | 1888 wurden drei Eichen gepflanzt und ein Gedenkstein aufgestellt. |
| Bild gesucht BW | Neunburg vorm Wald | Frankenthal              | außerhalb des Ortes am Schwarzbach 49° 21′ 42,4″ N, 12° 26′ 51,9″ O                     | |
| Bild gesucht BW | Rennerod           | Rennerod                 | Rennerod, westlich von Rennerod, Distrikt Hinter den Aspen 50° 36′ 42″ N, 8° 3′ 23,7″ O | 1888 wurde eine Eiche gepflanzt. Sie steht unter der Nummer ND-7143-471 als Naturdenkmal unter Schutz.                                                                            |
| Weitere Bilder  | Reutlingen         | Mittelstadt (Reutlingen) | außerhalb des Ortes an der K6714 48° 32′ 54,5″ N, 9° 13′ 35,6″ O                        | 1888 wurde eine Eiche gepflanzt. Sie steht unter der Nummer 84150610284 als Naturdenkmal unter Schutz.                                                                            |
| Bild gesucht BW | Schweinfurt        | Schweinfurt              | außerhalb des Ortes im Stadtwald 50° 4′ 13″ N, 10° 14′ 39,2″ O                          | Eine Eiche mit ursprünglich drei Stämmen. 2018 stürzte einer davon um. Der Baum ist einige hundert Jahre alt.                                                                     |
| Weitere Bilder  | Sömmerda           | Rohrborn                 | Rohrborner Dorfstraße 51° 8′ 29,4″ N, 11° 9′ 19,4″ O                                    | 1888 wurde eine Eiche gepflanzt. |
| Bild gesucht BW | Usedom             | Welzin                   | Außerhalb des Ortes an der Einmündung der K45 auf die K44 53° 52′ 5″ N, 13° 57′ 23,7″ O | Von 1910 bis 1912 erfolgte der Bau der Verbindungsstraße zwischen Usedom-Welzin und Stolpe. An der Kreuzung wurden drei Roteichen gepflanzt und 1912 ein Gedenkstein aufgestellt. |
| Bild gesucht BW | Wesel              | Diersfordt               | Gedenkanlage Lindenberg 51° 41′ 21,4″ N, 6° 32′ 59,7″ O                                 | Am 18. Oktober 1888 wurden drei Eichen gepflanzt. |